# Alpaida holmbergi
Alpaida holmbergi Levi, 1988 è un ragno appartenente alla famiglia Araneidae.

## Etimologia
Il nome della specie è in onore del primo aracnologo argentino: Eduardo Ladislao Holmberg (1852-1937)

## Caratteristiche
L'olotipo femminile rinvenuto ha dimensioni: cefalotorace lungo 2,5mm, largo 2,0mm; il primo femore misura 2,0mm e la patella e la tibia circa 2,5mm.

## Distribuzione
La specie è stata rinvenuta in Argentina: l'olotipo femminile a Sierra de la Ventana, villaggio della Provincia di Buenos Aires.

## Tassonomia
Al 2014 non sono note sottospecie e dal 1988 non sono stati esaminati nuovi esemplari.